# Rajd Halkidiki 1981
Rajd Halkidiki 1981 (6. Halkidiki Rally) – 6 edycja rajdu samochodowego Rajd Elpa rozgrywanego w Grecji. Rozgrywany był od 1 do 3 września 1981 roku. Była to trzydziesta czwarta runda Rajdowych Mistrzostw Europy w roku 1981 (rajd miał najwyższy współczynnik - 4) i piąta runda Rajdowych Mistrzostw Grecji. Składał się z 20 odcinków specjalnych.

## Klasyfikacja rajdu
| Miejsce                      | Kierowca                     | Pilot                        | Samochód                     | Czas                         | Strata                       |                              |
| Klasyfikacja generalna i ERC | Klasyfikacja generalna i ERC | Klasyfikacja generalna i ERC | Klasyfikacja generalna i ERC | Klasyfikacja generalna i ERC | Klasyfikacja generalna i ERC | Klasyfikacja generalna i ERC |
| ---------------------------- | ---------------------------- | ---------------------------- | ---------------------------- | ---------------------------- | ---------------------------- | ---------------------------- |
| 1.                           | Adartico Vudafieri           | Arnaldo Bernacchini          | Fiat 131 Abarth              | 3:31:04                      | 0.0                          |                              |
| 2.                           | Giorgos Moschous             | Alexandros Konstantakatos    | Datsun Violet GT             | 3:37:39                      | +6:35                        |                              |
| 3.                           | Błażej Krupa                 | Piotr Mystkowski             | Renault 5 Alpine             | 3:55:22                      | +24:18                       |                              |
| 4.                           | Andreas Papatriantafillou    | Anastasios Hasapis           | Toyota Corolla               | 4:04:03                      | +32:59                       |                              |
| 5.                           | Emmanouel Halivelakis        | Athanasios Papageorgiou      | Ford Escort RS               | 4:05:28                      | +34:24                       |                              |
| 6.                           | Johnny Pesmazoglou           | Andreas Arkentis             | Opel Ascona 400              | 4:08:27                      | +37:23                       |                              |
| 7.                           | Ioannis Konstantakatos       | Ioannis Foussaras            | Ford Escort RS               | 4:14:33                      | +43:29                       |                              |
| 8.                           | Mihalis Lykakis              | Nikos Panou                  | Ford Escort 1300 GT MKI      | 4:19:47                      | +48:43                       |                              |
| 9.                           | Rudolf Brandstätter          | Günther Kalteis              | Ford Escort RS               | 4:25:26                      | +54:22                       |                              |
| 10.                          | Nikos Kouroglou              | Dimitris Manolopoulos        | Datsun 1600 SSS              | 4:26:01                      | +54:57                       |                              |